# Organisation internationale pour les réfugiés
Pour les articles homonymes, voir IRO.
L'Organisation internationale pour les réfugiés (OIR ; en anglais : International Refugee Organization, IRO) était une agence spécialisée de l'Organisation des Nations unies, créée en 1946 pour gérer les flux importants de réfugiés créés par la Seconde Guerre mondiale. Elle a cessé de fonctionner en 1952 et elle a été remplacée par le Haut Commissariat des Nations Unies pour les réfugiés.
Sa Constitution a été approuvée par la résolution 62 (I) de l'Assemblée générale de l'ONU du 15 décembre 1946.

## Création et mission de l'Organisation Internationale pour les Réfugiés (OIR)
L'Organisation Internationale pour les réfugiés (OIR) a, durant la Seconde Guerre mondiale, contribué au déplacement de millions d'individus à travers le monde qui, après la fin de la guerre, ont tous dû retourner dans leur pays. À la fin de la Seconde Guerre mondiale, l'Autriche et l'Allemagne à elles seules dénombraient plus de 10 millions de réfugiés venant de nombreux pays d'Europe étant occupés par l'Allemagne à cette époque. C'est donc à ce moment que l'Organisation Nations unies (ONU) décida de créer, de façon temporaire, un organisme venant en aide à ces réfugiés, pour les rapatrier dans leurs pays respectifs. L'OIR se fit octroyer, après la fin de la guerre, en 1946 plus précisément, le mandat de réunifier les pays, mandat qui était auparavant à L'UNRRA (Administration des Nations unies pour le Secours et la Reconstruction), en aidant les habitants à retourner chez eux. Jugeant l'état du nombre de réfugiés préoccupant, l'ONU n'a eu d'autre choix que de recourir à un système d'urgence pour rapatrier tous ces individus. Dans la constitution de l'organisation internationale pour les réfugiés, les fonctions de cette organisation sont décrites comme suit : rapatrier, identifier, enregistrer, classifier, assister et protéger légalement et politiquement, transporter et finalement offrir un ré-établissement à chaque individu réfugié pouvant retourner dans son pays. 
La mission de l'OIR était « d'assumer la protection juridique des personnes déplacées et des réfugiés placés sous son mandat, mais elle doit également leur fournir une assistance matérielle et trouver une solution durable pour eux, soit en les rapatriant, soit en les aidant à s'incorporer à une communauté nouvelle ». Malgré son temps restreint imposé par l'ONU (dans la constitution, il est spécifié que l'OIR ne sera qu'active pour 3 ans), l'organisation a pu protéger environ 1,5 million de réfugiés, dont 70 000 rapatriés à la fin du mandat, soit en 1952 (après une demande de prolongement du contrat), et près de 800 000 qui, grâce à l'organisation, ont pu émigrer avec leur aide. Finalement, malgré les efforts acharnés de l'Organisation Internationale des Réfugiés, il restera, quelque 400 000 réfugiés d'après-guerre qui ne recevront d'aide de la part de l'ONU.